# Poerema (Goulolo)
Poerema ist ein osttimoresischer Ort im Suco Goulolo (Verwaltungsamt Cailaco, Gemeinde Bobonaro). Bis 2015 war er Teil des Sucos Meligo.
Das Dorf liegt auf einer Meereshöhe von 902 m, im äußersten Nordwesten der Aldeia Ilat-Bote. Östlich entspringen Wasserläufe, die sich zum Aimera vereinen, einem Nebenfluss des Marobo. Nördlich liegt der Berg Lesululi (1242 m), südlich der Foho Mude (1088 m) und weiter im Süden erhebt sich der Leolaco (1913 m). Weiter westlich befinden sich die Siedlungen Lesuaben und Baleo (Suco Meligo).
In Poerema befindet sich eine Grundschule.